# Dosulepina
Dosulepina, também conhecida como dotiepina, é um antidepressivo tricíclico (ADT) utilizado no tratamento da depressão. A dosulepina já foi o antidepressivo mais prescrito no Reino Unido, mas não é mais usado amplamente devido à sua toxicidade relativamente alta em termos de risco de overdose sem vantagens terapêuticas relevantes quando comparada a outros antidepressivos tricíclicos. Ela atua como um inibidor de recaptação de serotonina e noradrenalina (ISRSN) e, além disso, interage com outros neurotransmissores, produzindo efeitos anti-histamínicos, antiadrenérgicos, antisserotonérgicos, anticolinérgicos e também atua como bloqueador os canais de sódio.

## Usos médicos
A dosulepina é usada no tratamento do transtorno depressivo maior. Há evidências da eficácia da dosulepina no tratamento de dor psicogênica facial, embora o tratamento possa se estender por até um ano.

## Contraindicações
As contraindicações incluem:
- Epilepsia, pois pode diminuir o limiar de convulsão
- Os ADTs não devem ser usados concomitantemente ou dentro de 14 dias junto a inibidores da monoamina oxidase (IMAO), devido ao risco de síndrome da serotonina
- Pacientes em fase de recuperação aguda após infarto do miocárdio, pois a dosulepina pode desencadear defeitos de condução cardíaca e/ou arritmias
- Insuficiência hepática
- Hipersensibilidade à dosulepina

## Efeitos colaterais
Efeitos adversos comuns:
- Sonolência
- Sintomas extrapiramidais
- Tremor
- Desorientação
- Tontura
- Parestesia
- Alterações nos padrões de ECG
- Boca seca
- Suor
- Retenção urinária
- Hipotensão
- Hipotensão postural
- Taquicardia
- Palpitações
- Arritmias
- Defeitos de condução
- Aumento ou diminuição da libido
- Náusea
- Vômito
- Constipação
- Visão embaçada

Efeitos adversos menos comuns:
- Distúrbios de concentração
- Delírios
- Alucinações
- Ansiedade
- Fadiga
- Dores de cabeça
- Inquietação
- Excitação
- Insônia
- Hipomania
- Pesadelos
- Neuropatia periférica
- Ataxia
- Íleo paralítico
- Hipertensão
- Bloqueio cardíaco
- Infarto do miocárdio
- Ginecomastia (inchaço do tecido mamário em homens)
- Edema testicular
- Impotência
- Aflição epigástrica
- Cólicas abdominais
- Inchaços de parótida
- Diarreia
- Estomatite (inchaço da boca)
- Língua negra pilosa
- Alterações no paladar
- Icterícia colestática
- Função hepática anormal
- Hepatite (inchaço do fígado)
- Erupção cutânea
- Fotossensibilidade
- Bolhas na pele
- Edema angioneurotico
- Perda de peso
- Frequência urinária
- Midríase
- Ganho de peso
- Hiponatremia (baixo teor de sódio no sangue)
- Distúrbios do movimento
- Dispepsia (indigestão)
- Aumento da pressão intraocular
- Mudanças nos níveis de açúcar no sangue
- Trombocitopenia (um número anormalmente baixo de plaquetas no sangue. Isso o torna mais suscetível a sangramentos)
- Eosinofilia (um número anormalmente alto de eosinófilos no sangue)
- Agranulocitose (um número perigosamente baixo de glóbulos brancos no sangue, deixando um aberto a infecções potencialmente fatais)
- Galactorreia (lactação não associada à amamentação e lactação)

## Intoxicação e overdose
Os sintomas e tratamento da intoxicação por dosulepina são semelhantes aos de outros antidepressivos tricíclicos. No entanto, a dosulepina possui maior toxicidade em risco de overdose se comparada com outros ADTs. O início dos efeitos tóxicos ocorre em 4 a 6 horas após a ingestão da dosulepina. A fim de minimizar o risco de intoxicação e overdose, é aconselhável um acompanhamento médico regular.

## Interações medicamentosas
A dosulepina potencializa os efeitos do álcool, e há registro de, pelo menos, uma morte ter sido provocada por essa essa combinação. Ainda, os ADTs potencializam os efeitos sedativos dos barbitúricos, benzodiazepínicos e outros depressores do sistema nervoso central (SNC). A guanetidina e outros fármacos anti-hipertensivo, que inibem os receptores adrenérgicos, podem ter seus efeitos bloqueados pela ação da dosulepina. Os simpaticomiméticos podem potencializar os efeitos simpatomiméticos da dosulepina. Devido aos efeitos anticolinérgicos e anti-histamínicos da dosulepina, a combinação com outros medicamentos anticolinérgicos e anti-histamínicos pode potencializar os efeitos e, portanto, essas combinações devem ser evitadas. Os efeitos hipotensores posturais da dosulepina podem ser potencializados quando usada em combinação com diuréticos . Os anticonvulsivantes também podem ter ação reduzida pela dosulepina, pois esta diminui o limiar convulsivo.

## Farmacologia

### Farmacodinâmica
| Sítio de ligação                                                                                 | DSP    | NTD   | Espécies    | Ref           |
| ------------------------------------------------------------------------------------------------ | ------ | ----- | ----------- | ------------- |
| SERT                                                                                             | 8,6-78 | 192   | Humano/rato | [ 17 ] [ 11 ] |
| NET                                                                                              | 46-70  | 25    | Humano/rato | [ 17 ] [ 11 ] |
| DAT                                                                                              | 5,310  | 2,539 | Humano/rato | [ 17 ] [ 11 ] |
| 5-HT1A                                                                                           | 4.004  | 2.623 | Rato        | [ 18 ]        |
| 5-HT2A                                                                                           | 152    | 141   | Rato        | [ 11 ]        |
| α1                                                                                               | 419    | 950   | Rato        | [ 11 ]        |
| α2                                                                                               | 2.400  | ND    | Humano      | [ 19 ]        |
| H1                                                                                               | 3,6–4  | 25    | Humano/rato | [ 11 ] [ 19 ] |
| mACh                                                                                             | 25-26  | 110   | Humano/rato | [ 11 ] [ 20 ] |
| M1                                                                                               | 18     | SD    | Humano      | [ 21 ]        |
| H2                                                                                               | 109    | SD    | Humano      | [ 21 ]        |
| M3                                                                                               | 38     | ND    | Humano      | [ 21 ]        |
| M4                                                                                               | 61     | ND    | Humano      | [ 21 ]        |
| M5                                                                                               | 92     | SD    | Humano      | [ 21 ]        |
| Os valores são Ki (nM). Quanto menor o valor, mais fortemente a droga se liga ao sítio receptor. |        |       |             |               |

A dosulepina é um antagonista do receptor de serotonina (SERT) e do transportador da noradrenalina (NET), agindo, portanto, como um ISRSN. Também atua como antagonista do receptor de histamina H1, receptor adrenérgico alfa 1, receptores 5-HT2, receptores muscarínicos (mACh), bem como também age como bloqueador dos canais de sódio dependentes de voltagem (VGSCs). Pensa-se que os efeitos antidepressivos da dosulepina se devem à inibição da recaptação da noradrenalina e, possivelmente, também da serotonina.
A dosulepina tem três metabólitos, nordiaden (desmetildosulepina), sulfóxido de dosulepina e sulfóxido de nordiaden, que têm meia-vida biológica mais longa do que a própria dosulepina. No entanto, enquanto o nordiaden tem uma atividade semelhante à dosulepina, com potência similir, mas os dois metabólitos sulfóxidos têm atividade muito reduzida. Os metabólitos sulfóxidos foram descritos como praticamente inativos e é improvável que possuam ação relevante nos efeitos terapêuticos ou efeitos colaterais da dosulepina.
Em comparação à dosulepina, o nordiaden  tem atividade reduzida como inibidor da recaptação da serotonina, anti-histamínico e anticolinérgico e maior potência como Inibidor de recaptação de noradrenalina, de forma semelhante a outros ADTs de amina secundária. Ao contrário dos metabólitos sulfóxidos, acredita-se que o nordiaden desempenhe um papel importante nos efeitos terapêuticos da dosulepina.

### Farmacocinética
A dosulepina é absorvida rapidamente no intestino delgado e metabolizada extensivamente na primeira passagem pelo fígado, transformando-se em seu principal metabólito ativo, o nordiaden. As concentrações plasmáticas máximas entre 30,4 e 279 n /mL (103-944 nmol/L) são atingidas em 2–3 horas após a administração oral. É encontrado no leite materno, atravessa a placenta e a barreira hematoencefálica . Possui alta ligação às proteínas plasmáticas (84%) e meia-vida biológica de aproximadamente 51 horas.